# Margaret Durrell
Margaret "Margo" Isabel Mabel Durrell (Dzsálandhár, 1920. május 4. — Bournemouth, 2007. január 16.) Lawrence Durrell regényíró húga és Gerald Durrell író, természetbúvár és televíziós személyiség nővére, aki öccsének számos önéletrajzi ihletésű írásában megjelenik, Margo névvel, és később maga is írt egy könyvet arról az öt évről, amit a Durrell család az 1930-as évek második felében Korfun töltött. Nem kis szerepe volt abban, hogy öccse a más állatkerteknek való állatgyűjtéstől el tudott jutni odáig, hogy saját állatkertet nyithatott Jersey szigetén.

## Élete
Margo Indiában született, gyermekéveit részben Indiában, részben Angliában töltötte. Még gyerekként vesztette el apját, Lawrence Samuel Durrellt, anyja, Louisa Florence Dixie ezt követően nem kötött újabb házasságot, egyedül nevelte Margót és három fivérét. 1935-ben a legidősebb testvér, Lawrence unszolására az egész család a görögországi Korfura költözött, ahol közel öt esztendőt töltöttek. Anyja, Gerald öccsével és Leslie bátyjával együtt 1939-ben, a második világháború kitörésekor visszatért Angliába, de Margo addigra annyira megkedvelte a szigetet, hogy ott maradt, egy parasztházba költöztek be néhány helyi barátjával. Még abban az évben megismerkedett a Brit Királyi Légierő egyik ott állomásozó pilótájával, Jack Breeze-zel, aki meggyőzte őt arról, hogy veszélyes lenne a szigeten maradnia, ezért közösen Dél-Afrikába utaztak, majd 1940-ben össze is házasodtak. A háború végéig Dél-Afrikában maradtak, utána Bournemouthba költöztek. Házasságukból két gyerek született, Gerry és Nicholas.
Margo később elvált férjétől és egy nagy házat vásárolt nem messze édesanyja Bournemouth-i otthonától, ahol penziót alakított ki. E házának hátsó kertje és garázsa hosszabb időn át szolgált az öccse által gyűjtött állatok elszállásolására, abban az időszakban, amikor Gerald Durrell már kezdte megelégelni, hogy megrendelésre gyűjtsön állatokat más állatkertek számára, és saját elképzelései alapján akart önálló állatparkot létesíteni. A későbbi időszakban Margónak volt még egy rövid időtartamú házassága Malcolm Duncan zenésszel, miután pedig még mindig rajongott Görögországért, egy görög hajós társaságnál vállalt állást.
Alakja felbukkan Gerald Durrell összes olyan könyvében, amelyet családja korfui tartózkodásáról írt: regénytrilógiájának köteteiben (Családom és egyéb állatfajták, Madarak, vadak, rokonok, Istenek kertje) éppúgy, mint vegyes témájú novellásköteteiben (A halak jelleme, Férjhez adjuk a mamát) és abban a regényében is, amely állatgyűjtő életútjának kezdeteiről szól (Vadállatok bolondja). A család korfui éveiről és élete későbbi időszakáról azonban később Margo is írt egy humoros könyvet, ami magyarul De mi lett Margóval? címmel jelent meg. Ennek kézirata nyilvánvalóan még az 1960-as években született meg, de csak 1995-ben fedezte fel és adatta ki Margo egyik unokája.
86 éves korában halt meg, 2007. január 16-án.

## Magyarul
- De mi lett Margóval? (Whatever Happened to Margo?); ford. Komáromy Rudolf; Európa, Budapest, 1996 (Vidám könyvek) ISBN 0-233-98917-X

## Megszemélyesítői
- (2016-17) A The Durrells tévéfilm-sorozatban, amely Gerald Durrell korfui trilógiája alapján született, Margo szerepét az akkor 22 éves Daisy Waterstone alakította.
- (2005) A Családom és egyéb állatfajták regény alapján készült filmben Margo megszemélyesítője Tamzin Merchant volt.
- (1987) A BBC 10 részes tévéfilm-sorozatában, mely szintén a Családom és egyéb állatfajták alapján készült, Margót Sarah-Jane Holm játszotta.

## Fordítás
- Ez a szócikk részben vagy egészben  a   Margaret Durrell című angol Wikipédia-szócikk fordításán alapul.  Az eredeti cikk szerkesztőit annak laptörténete sorolja fel. Ez a jelzés csupán a megfogalmazás eredetét és a szerzői jogokat jelzi, nem szolgál a cikkben szereplő információk forrásmegjelöléseként.